# Twilight Ophera
A Twilight Ophera finn szimfonikus black metal zenekar. 1996-nan alakultak. A következő évben szerződést kötöttek a brit Cacophonous Records kiadóval. Ez a kiadó azonban 2000-ben megszűnt, és 2003-ban az amerikai Crash Music kiadóval kötöttek szerződést.

## Tagok
- Mikko Häkkinen - ének
- Mikko Kaipainen - gitár
- Toni Näykki - gitár
- Lord Heikkinen - basszusgitár
- Timo Puranen - billentyűk
- Janne Ojala - dob

### Korábbi tagok
- Timo Kollin - dob
- Sauli "Karkkunen" Lehtisaari  - ének (2004-ben elhunyt)
- Anu Kohonen - ének
- Jani Viljakainen - basszusgitár
- T. Kristian - dob

## Diszkográfia
- Shadows Embrace the Dark (1997)
- Midnight Horror (1999)
- The End of Halcyon Age (2003)
- Twilight Ophera and the Order of the Sanguine Diadem presents: Descension (2006)